# John van Loen
John van Loen (Utrecht, 4 de febrero de 1965) es un exfutbolista neerlandés que se desempeñaba como delantero.
John van Loen jugó 7 veces y marcó 1 gol para la selección de fútbol de Países Bajos entre 1985 y 1990.

## Trayectoria

### Clubes
| Club                  | País         | Año       |
| --------------------- | ------------ | --------- |
| FC Utrecht            | Países Bajos | 1983-1988 |
| Roda JC Kerkrade      | Países Bajos | 1988-1990 |
| Anderlecht            | Bélgica      | 1990-1991 |
| Ajax de Ámsterdam     | Países Bajos | 1991-1993 |
| Feyenoord de Róterdam | Países Bajos | 1993-1995 |
| Sanfrecce Hiroshima   | Japón        | 1995      |
| FC Utrecht            | Países Bajos | 1996-1998 |
| APOEL de Nicosia      | Chipre       | 1998      |

### Selección nacional
| Selección | País         | Año       |
| --------- | ------------ | --------- |
| Absoluta  | Países Bajos | 1985-1990 |

## Estadísticas
| Selección de fútbol de Países Bajos | Selección de fútbol de Países Bajos | Selección de fútbol de Países Bajos |
| Año                                 | Part.                               | Goles                               |
| ----------------------------------- | ----------------------------------- | ----------------------------------- |
| 1985                                | 1                                   | 0                                   |
| 1986                                | 0                                   | 0                                   |
| 1987                                | 0                                   | 0                                   |
| 1988                                | 1                                   | 0                                   |
| 1989                                | 3                                   | 1                                   |
| 1990                                | 2                                   | 0                                   |
| Total                               | 7                                   | 1                                   |